# УСВТ Чорноморська Січ (Ньюарк)
УСВТ «Чорноморська Січ» (Українське спортивно-виховне товариство «Чорноморська Січ»; USEA Chornomorska Sitch Newark) — американський спортивний клуб з міста Ньюарк, штат Нью-Джерсі. Заснований українськими емігрантами 21 грудня 1924 року. В англомовних варіантах зустрічається під назвою «Newark Ukrainian Sitch» або «Newark Ukrainians».
1935 року мав назву Українське атлетичне товариство «Чорноморська Січ».
1968 року першу футбольну дружину «Чорноморської Січі» на сезон 1968/1969 років очолив Володимир Каздоба (керівник і тренер), який пройшов у команді за останні 10 років сходинки від учня до гравця першої дружини.
«Чорноморська Січ» — кількакратний переможець Української спортової Централі Америки і Канади; 1959 здобула чашу Луїса (Американська Професійна Ліґа) з футболу. З 1969 щороку провадить літню спортову школу для дітей і юнацтва. Видає журнал «Наш спорт» (ред. О. Твардовський).